# Francesca Pollet
 (février 2025).
Si vous disposez d'ouvrages ou d'articles de référence ou si vous connaissez des sites web de qualité traitant du thème abordé ici, merci de compléter l'article en donnant les références utiles à sa vérifiabilité et en les liant à la section « Notes et références ».
 (février 2025).
 (février 2025).
Francesca Pollet est une taekwondoïste belge.

## Biographie
Francesca a découvert le taekwondo à 2008. Son frère Manuel pratique également le taekwondo. En 2021, elle a suivi avec succès le cours Sport Vlaanderen Initiator (Taekwondo). Depuis 2022, elle est entraîneuse certifiée de taekwondo par Taekwondo Vlaanderen.
En 2022, elle a obtenu un Master (Master of Bioscience Engineering: Biosystems Engineering (Master of Science)(Major: Bio-nanotechnology. Minor: Human Health Engineering)) à la Faculté de génie bioscientifique (KU Leuven) avec grande distinction.
Actuellement, Francesca est un FWO special research associate au sein de MeBioS Biosensors Group.

## Palmarès sportif

### CDM
- 2016: 1/16 finale - Championnats du monde 2016 (Burnaby)(-63kg) [1]

### Tournois ouverts
- 2013:  Luxemburg Open (Luxembourg (ville))(-59kg) [2]
- 2016:  Belgium Open (Lommel)(-63kg) [3]
- 2016:  German Open (Hambourg)(-63kg) [4]
- 2016:  Luxemburg Open (Luxembourg (ville))(-63kg) [5]
- 2016:  Polish Open (Varsovie)(-63kg) [6]